# Husaby

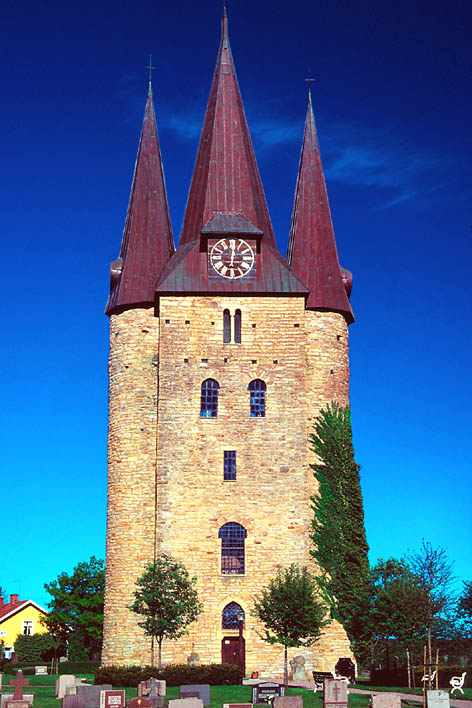
Die Kirche von Husaby

Husaby ist eine Kirchengemeinde in der schwedischen Gemeinde Götene. Sie liegt etwa 15 Kilometer nordöstlich der Stadt Lidköping und hat 433 Einwohner (2006).
Husaby gilt als eines der Zentren der Christianisierung Schwedens, da sich der Legende nach dort der schwedische König Olof Skötkonung um das Jahr 1008 taufen lassen haben soll. Ein historischer Beweis dieses Ereignisses fehlt. Die Kirche von Husaby war die erste Domkirche Schwedens. Nicht weit von der Kirche liegen die St. Sigfrids Quelle und die Ruinen der mittelalterlichen Bischofsburg, die um 1400 von Brynolf Gerlaksson gebaut und kurz nach der Reformation zerstört wurde.
Das Ortsgebiet ist reich an vorgeschichtlichen Stätten. Neben einem Runenstein (Husabysten), Gräberfeldern und Steinsetzungen befinden sich auch die umfangreichsten Felsritzungen der Provinz bei Flyhov, einem ehemaligen Gut.

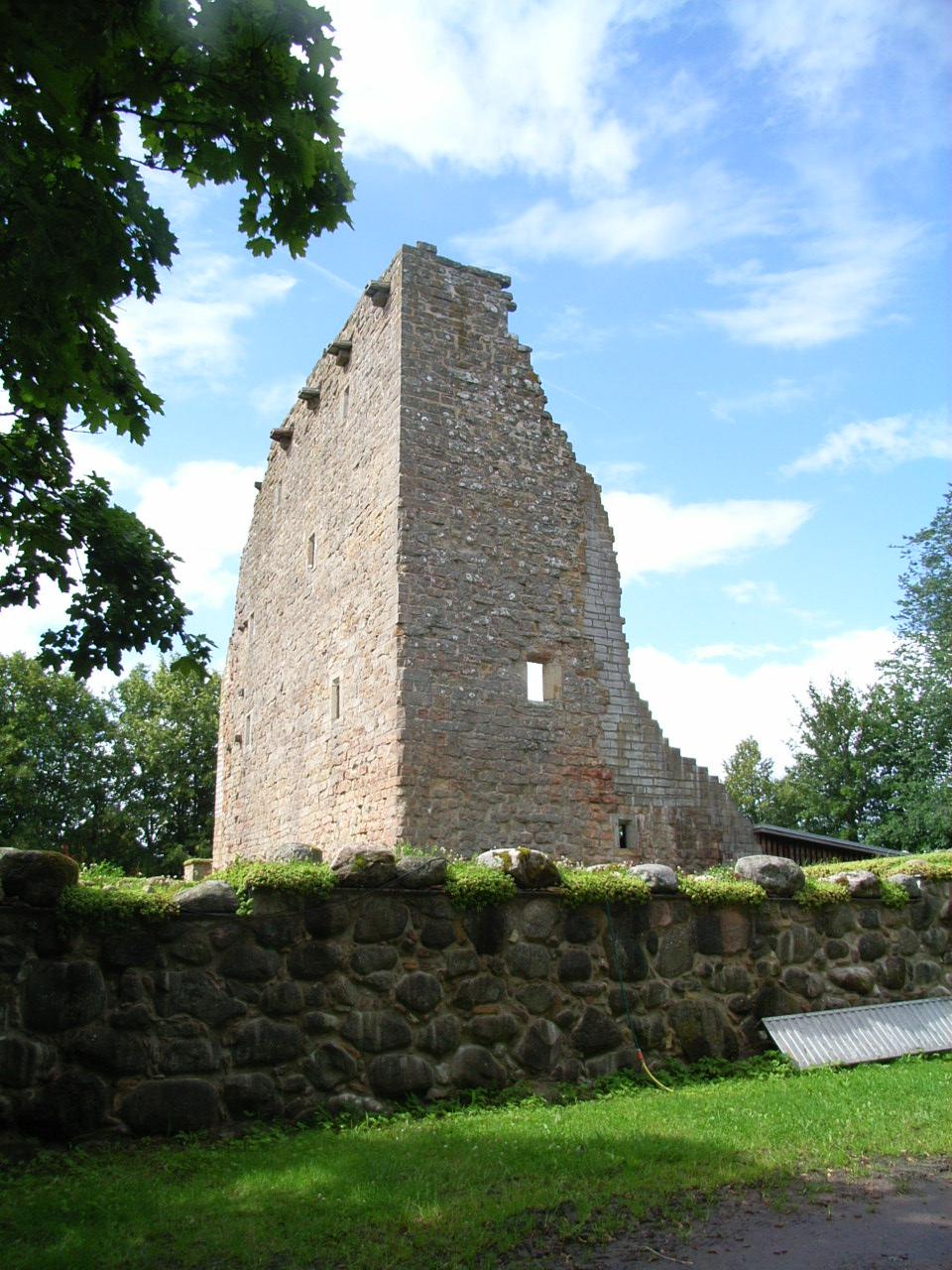
ehem. bischöfliche Burg
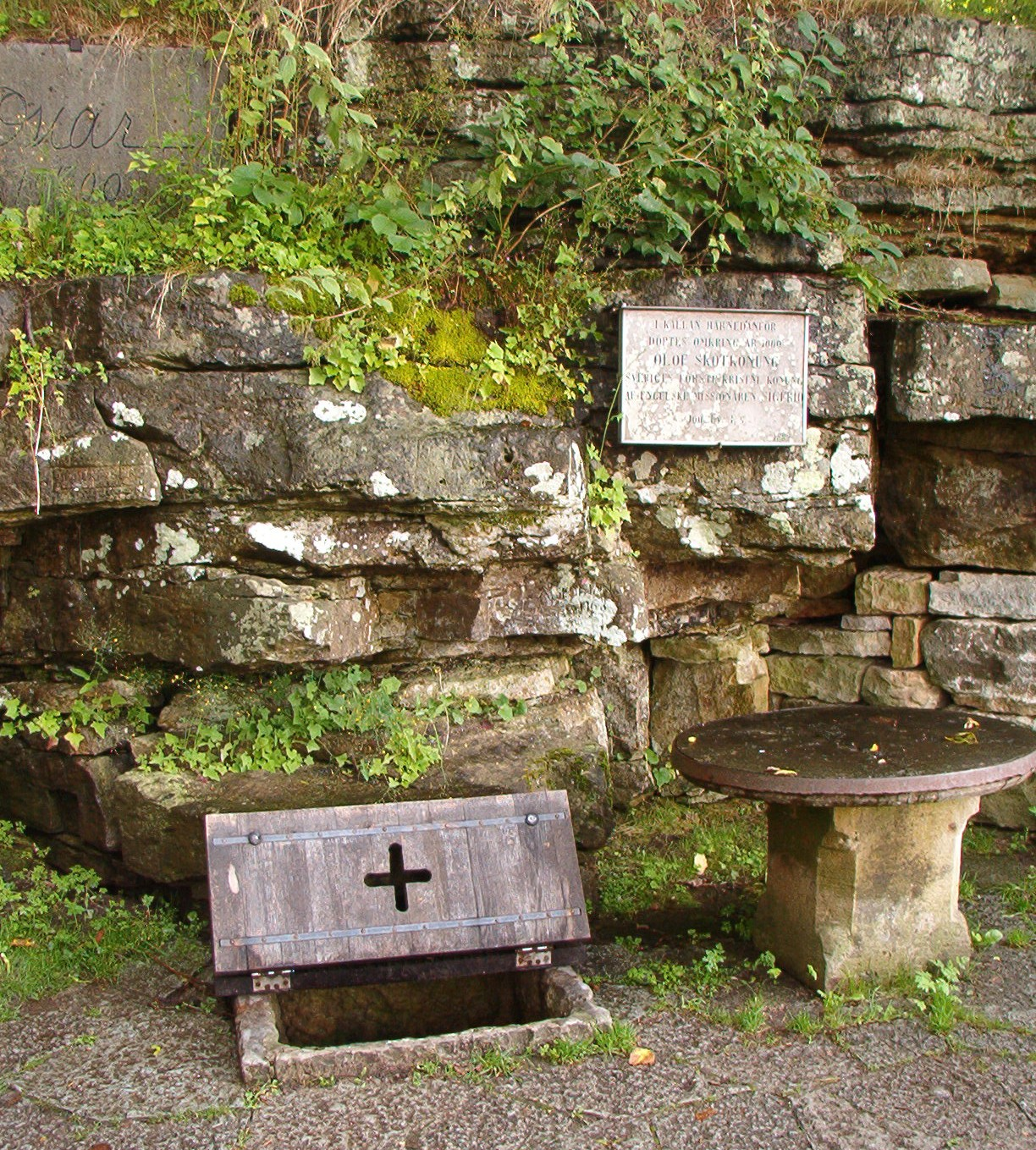
St. Sigfrids Quelle
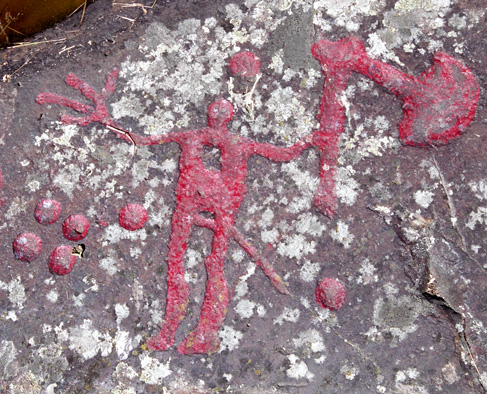
Felsritzungen von Flyhov
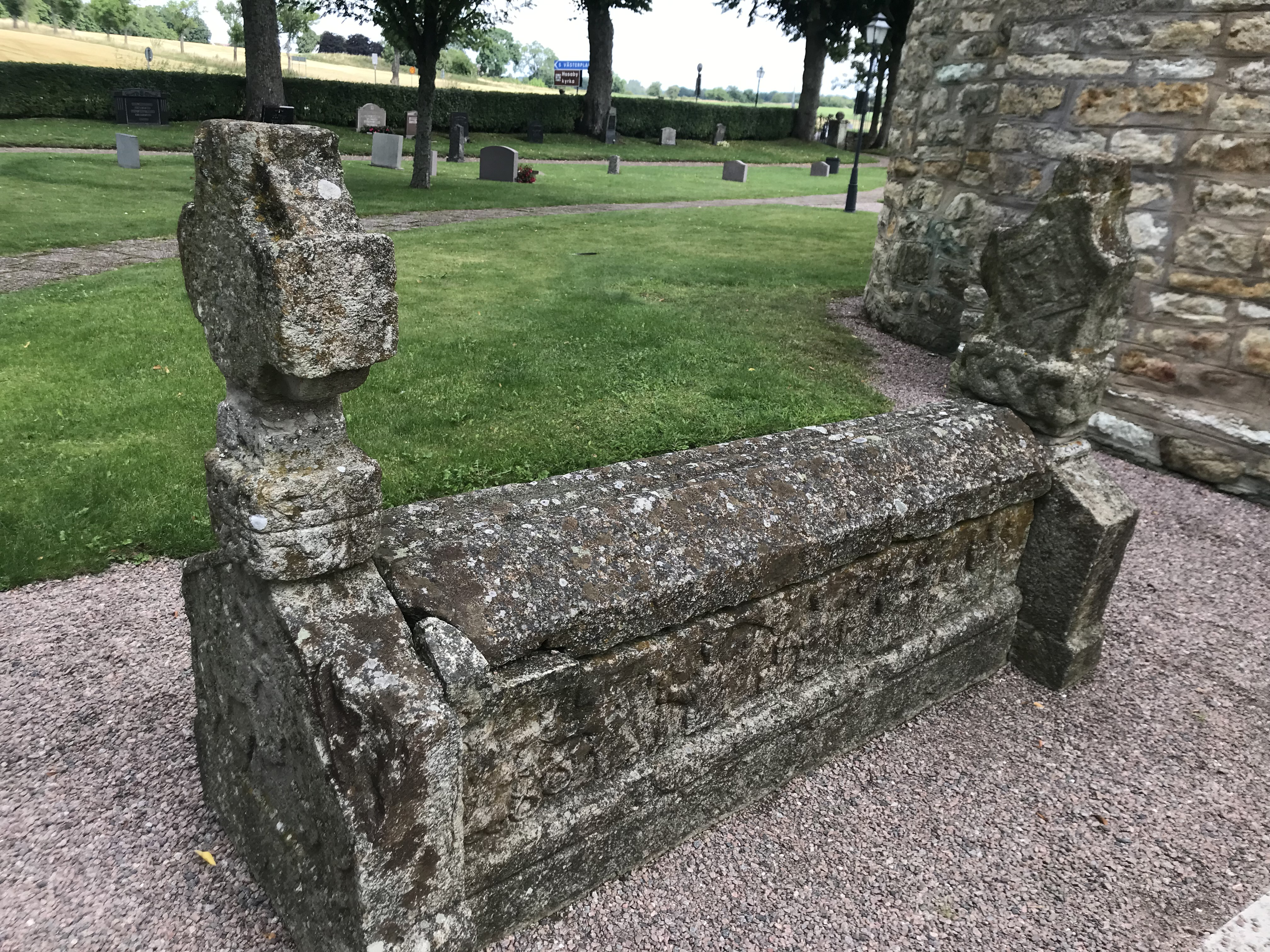
Sarkophag vor der Kirche von Husaby